# Roberts Jekimovs
Roberts Jekimovs (* 11. November 1989 in Riga, Lettische SSR) ist ein lettischer Eishockeyspieler, der seit 2017 bei den Frederikshavn White Hawks in der dänischen Metal Ligaen unter Vertrag steht.

## Karriere
Roberts Jekimovs begann seine Karriere beim HK Riga 2000, für den er in der Saison 2004/05 in der lettischen U18-Eishockeyliga spielte. Danach wechselte er zum SK Riga 20, einer Mannschaft, die sich hauptsächlich aus Spielern der lettischen U20-Auswahl zusammensetzte. Beim SK Riga 20 verbrachte er die folgenden drei Jahre und spielte in der lettischen Eishockeyliga. Dabei entwickelte er sich zu einem torgefährlichen Angreifer, so dass er in der Spielzeit 2006/07 in 48 Partien 14 Tore und 12 Assists erzielte. In der folgenden Spielzeit, in der sein Club aufgrund eines neuen Sponsors als SK LSPA/Riga spielte, gelangen Jekimovs sogar 19 Tore und 34 Assists, so dass er bester Torschütze und zweitbester Scorer seines Teams wurde.

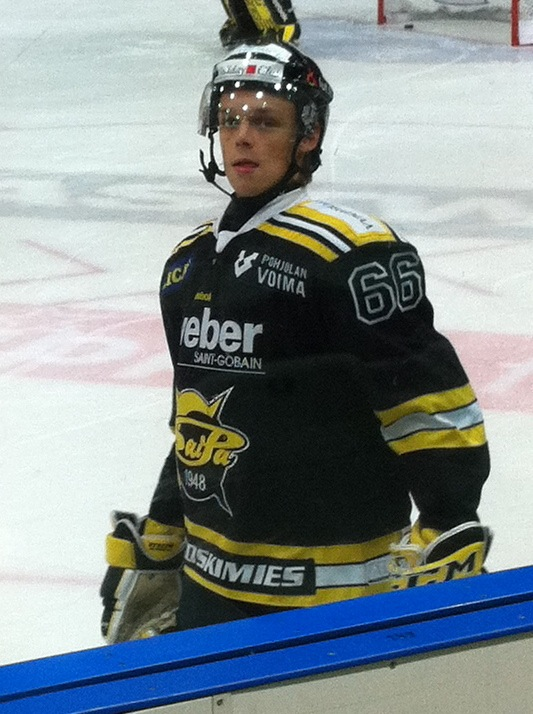
Roberts Jekimovs im Trikot von SaiPa (2011)

Aufgrund der gezeigten Leistungen wurde Jekimovs im Sommer 2008 in den U20-Kader von Brynäs IF aufgenommen, für den er 45 Spiele in der Superelit absolvierte, in denen ihm zehn Tore und elf Assists gelangen. Die Junioren von Brynäs IF erreichten am Saisonende den Gewinn der schwedischen Juniorenmeisterschaft.
Während des KHL Junior Draft 2009 sicherte sich Dinamo Riga die KHL-Rechte an Jekimovs. Daraufhin kehrte dieser im Sommer 2009 nach Lettland zurück und bekam einen Vertrag bei Dinamo, spielte aber ausschließlich für deren Farmteam, die Dinamo-Juniors Riga in der belarussischen Extraliga. Im Januar 2010 wechselte er zum finnischen Zweitligisten Jokipojat. Dort konnte er vor allem in der Saison 2010/11 überzeugen, als er in 47 Spielen 43 Scorerpunkte, davon 24 Tore, erzielte. Zur folgenden Spielzeit wurde er von SaiPa Lappeenranta aus der SM-liiga verpflichtet.
Jekimovs gilt als technisch versierter Spieler mit einem kräftigen Schuss, der sein Defensivspiel noch verbessern muss.
Im Herbst 2014 absolvierte er ein Try-Out bei den Graz 99ers, erhielt aber keinen Vertrag. Ende Dezember 2014 wechselte er dann zu Atlant Moskowskaja Oblast, absolvierte jedoch nur zwei KHL-Partien für diesen Klub. Auch für den HK Prizma Riga aus der lettischen Liga absolvierte er lediglich zwei Spiele, bevor er bereits im September 2015 in die dänische Metal Ligaen wechselte, wo er jeweils eine Spielzeit beim IC Gentofte und den Herning Blue Fox verbrachte. Seit 2017 spielt er für deren Ligakonkurrenten Frederikshavn White Hawks.

### International
Schon früh in seiner Karriere vertrat Jekimovs sein Heimatland bei internationalen Turnieren. So nahm er an zwei U18- und drei U20-Weltmeisterschaften teil. Dabei schaffte er sowohl bei der U18-Weltmeisterschaft 2006, als auch bei der U20-Weltmeisterschaft 2008, als er gemeinsam mit dem Franzosen Stéphane Da Costa und dem Ungarn Nikandrosz Galanisz zweitbester Vorbereiter hinter seinem Landsmann Kaspars Daugaviņš war, mit der jeweiligen lettischen Juniorenauswahl den Aufstieg aus der Division I in die Top-Division.
Im Jahr 2009 war er festes Mitglied der lettischen Nationalmannschaft und nahm als 19-Jähriger an der Weltmeisterschaft 2009 teil. Auch bei der Weltmeisterschaft 2013 spielte für die Letten. Zudem vertrat er seine Farben bei der Olympiaqualifikation für die Winterspiele in Sotschi 2014.

## Erfolge und Auszeichnungen
- 2006 Aufstieg in die Top Division bei der U18-Junioren-Weltmeisterschaft der Division I, Gruppe B
- 2008 Aufstieg in die Top Division bei der U20-Junioren-Weltmeisterschaft der Division I, Gruppe B
- 2008 All-Star-Team der lettischen Eishockeyliga
- 2009 Schwedischer Juniorenmeister mit Brynäs IF
- 2010 Meister der Mestis mit Jokipojat
- 2011 First-All-Star-Team der Mestis

## Karrierestatistik

### International
Vertrat Lettland bei:
- U18-Junioren-Weltmeisterschaft 2006 Division I
- U18-Junioren-Weltmeisterschaft 2007
- U20-Junioren-Weltmeisterschaft 2007, Division I
- U20-Junioren-Weltmeisterschaft 2008, Division I
- U20-Junioren-Weltmeisterschaft 2009
- Weltmeisterschaft 2009
- Weltmeisterschaft 2013

(Legende zur Spielerstatistik: Sp oder GP = absolvierte Spiele; T oder G = erzielte Tore; V oder A = erzielte Assists; Pkt oder Pts = erzielte Scorerpunkte; SM oder PIM = erhaltene Strafminuten; +/− = Plus/Minus-Bilanz; PP = erzielte Überzahltore; SH = erzielte Unterzahltore; GW = erzielte Siegtore; 1 Play-downs/Relegation; Kursiv: Statistik nicht vollständig)